# Zamieszki w Iraku (1931)
Zamieszki w Iraku w 1931 – protesty przeciwko rządowi Nuriego as-Sa’ida, zorganizowane w różnych regionach Iraku równocześnie przez opozycyjną Partię Bractwa Narodowego oraz przez niechętnych rządowi przywódców plemion znad środkowego Eufratu.

## Tło wydarzeń
W marcu 1931 rząd Nuriego as-Sa’ida zawarł z Iraq Petroleum Company porozumienie gwarantujące firmie wyłączność na poszukiwania i eksploatację złóż ropy naftowej w północnym Iraku oraz zwolnienie z podatków do momentu rozpoczęcia eksportu surowca. Premier kontrolował parlament iracki i bez problemu uzyskał ratyfikację porozumienia. Zaostrzenie kryzysu gospodarczego sprawiło jednak, że przeciwko Nuriemu as-Sa’idowi zaczęła rozwijać się opozycja. Rywalizujące dotąd ze sobą Partia Ludu i Partia Narodowa połączyły się, tworząc 
Partię Bractwa Narodowego. Nowa formacja znajdowała poparcie wśród ludności sunnickiej z miast, jak również wśród wykształconych szyitów, dotąd mało aktywnych w polityce. Politycy dawnej Partii Narodowej utrzymywali również kontakty z przywódcami szyickich plemion znad środkowego Eufratu oraz ze Stowarzyszeniem Rzemieślników - powstałym w 1929 związkiem zawodowym. Stowarzyszenie, któremu przewodził Muhammad Salih al-Kazzaz, formułowało głównie postulaty związane z ochroną interesów pracowników w okresie kryzysu gospodarczego, było jednak również negatywnie nastawione do rządu za jego represyjny sposób rządzenia i nadmierne ustępstwa wobec Wielkiej Brytanii oraz zagranicznych firm naftowych. Niechęć wobec Brytyjczyków była podzielana przez wielu Irakijczyków nienależących do organizacji politycznych. Przywódcy plemion mieli rządowi za złe nieobjęcie ludności wiejskiej ulgami podatkowymi, które dotąd zwyczajowo jej przysługiwały. Szyiccy duchowni byli niechętni rządowi z powodu dyskryminacji ludności szyickiej.

## Przebieg protestów
Wobec faktu, że irackie służby bezpieczeństwa utrudniały opozycji organizację protestów ulicznych, opozycja wezwała do masowego uchylania się od płacenia podatków i wysyłania petycji do króla Fajsala z apelem o rozwiązanie rządu. Opozycja nawiązała ponadto kontakty z przywódcami plemion, nakłaniając ich do wszczęcia zbrojnego buntu. W lipcu 1931, gdy dotychczasowe działania nie przyniosły żadnych rezultatów, Stowarzyszenie Rzemieślników wszczęło strajki w miastach Iraku, w tym Bagdadzie i Basrze. W ośrodkach tych przestały działać sklepy i transport miejski, na ulicach miały miejsce manifestacje. Początkowo wznoszono na nich hasła odnoszące się do problemów ekonomicznych, następnie pojawiły się również hasła polityczne, w tym antymonarchistyczne.
Równocześnie szajchowie plemion znad środkowego Eufratu wezwali je do protestów. Wybuchły zamieszki, dokonano również aktów sabotażu. Wystąpienia plemienne nie były jednak tak silne, jak spodziewali się przywódcy Partii Bractwa Narodowego. Wielu szajchów plemiennych nie było również przekonanych o tym, że popierając strajkujących pracowników działa w swoim interesie. Mimo to Nuri as-Sa'id poprosił RAF o pomoc w tłumieniu wystąpień. Również strajk zakończył się niepowodzeniem. W drugim tygodniu protestów liczba protestujących znacząco spadła, gdyż rząd spełnił podstawowy postulat Stowarzyszenia Rzemieślników - wycofał się z projektu podniesienia opłat wnoszonych przez kupców handlujących w miastach, a równocześnie aresztował przywódców robotniczych z al-Kazzazem na czele.
Niezależnie od protestów zorganizowanych z inicjatywy Partii Bractwa Narodowego w 1931 w Iraku wybuchły protesty Kurdów.